# Standesherrschaft Straupitz

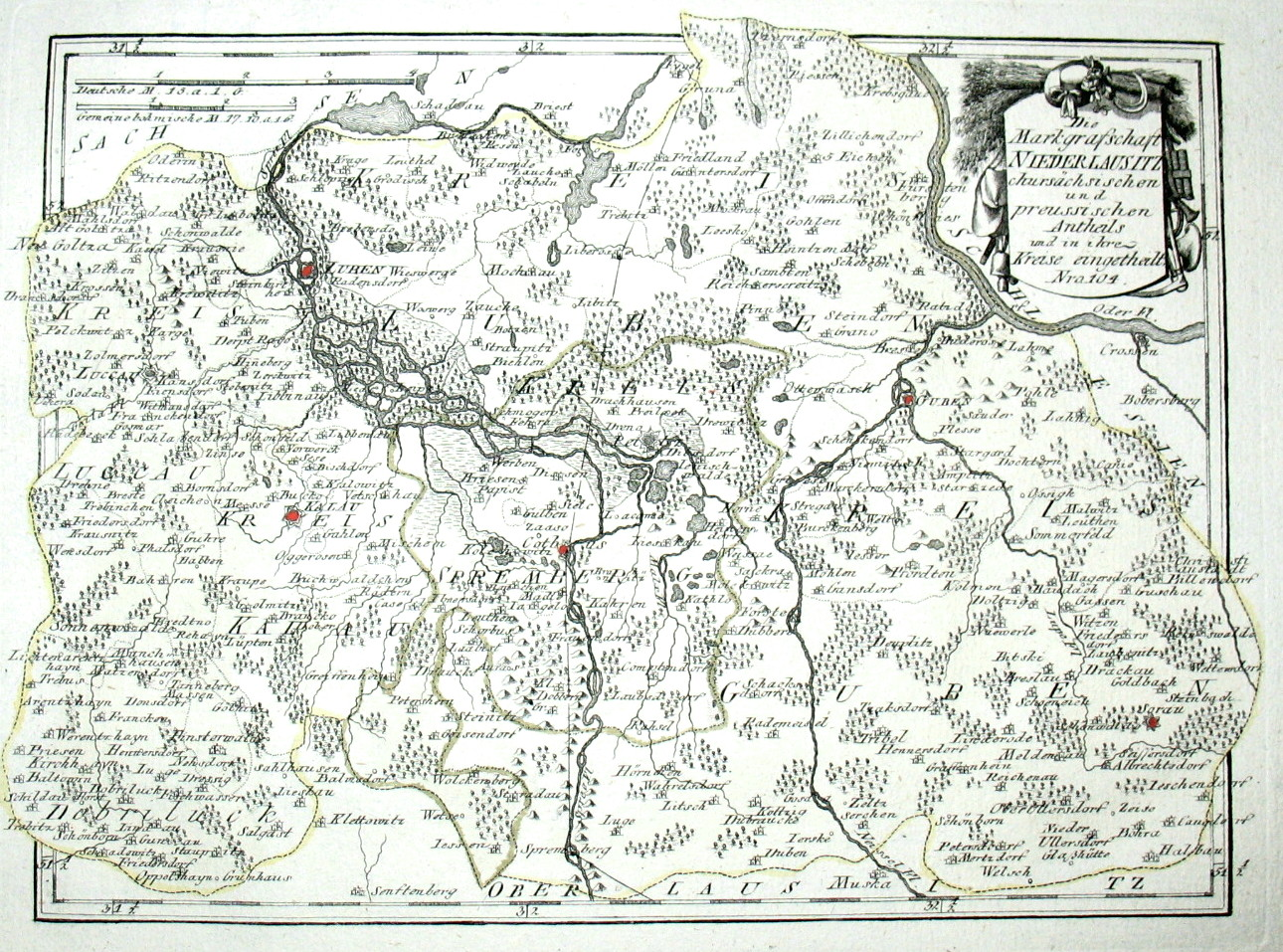
Karte der Niederlausitz von 1791 von Franz Johann Joseph von Reilly. Die Herrschaft Straupitz liegt südöstlich von LUBEN (= Lübben)

Die Standesherrschaft Straupitz, vorher Herrschaft Straupitz war eine niederlausitzische Adelsherrschaft mit Sitz in Straupitz im brandenburgischen Landkreis Dahme-Spreewald in Deutschland.
Sie fand Ende des 13. Jahrhunderts erstmals urkundliche Erwähnung, als Dietrich der Alte von Ilow vom lausitzischen Markgrafen Dietrich dem Jüngeren mit den Dörfern Straupitz, Laasow und Butzen belehnt wurde. Die Herrschaft hatte in dieser Zeit noch den Status eines Rittersitzes. Erst nach 1447 mit Übernahme der Herrschaft durch die Burggrafen von Dohna hatten die jeweiligen Besitzer Sitz und Stimme in der Herrenkurie in der Niederlausitzischen Ständeversammlung, und Straupitz war damit zur Herrschaft aufgestiegen. Allerdings taucht dieser Begriff erst 1578 erstmals auf. Ab dem 19. Jahrhundert wurde dann die Bezeichnung Standesherrschaft Straupitz üblich. 1849 ging die standesherrliche Gerichtsbarkeit auf das Kreisgericht Lübben über. Schloss und Vorwerk bildeten jedoch einen eigenen Gutsbezirk, der erst 1929 mit dem Gemeindebezirk Straupitz vereinigt wurde. 1655 waren die von Houwald (ab 1840 Grafen) in den Besitz der Herrschaft gekommen, den sie bis 1945 behaupten konnten.

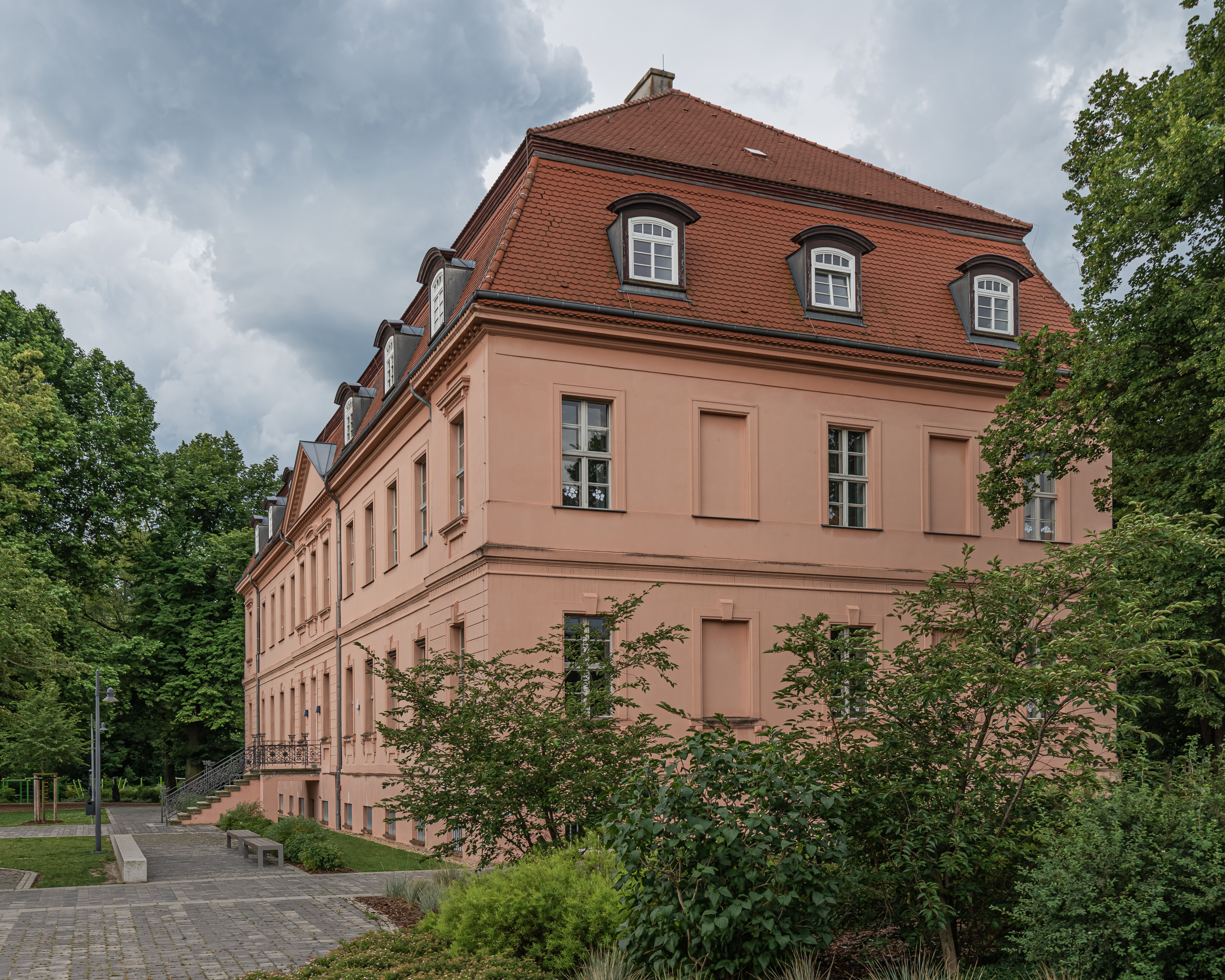
Schloss Straupitz, Sitz der Standesherrschaft Straupitz

## Geschichte
Straupitz wurde 1294 erstmals urkundlich erwähnt, als Markgraf Dietrich d. J. der Lausitz Dietrich den Alten von Ilow mit den Dörfern Straupitz, Laasow und Butzen mit allem Zubehör belehnte. Der Besitz war zuvor markgräflich gewesen. Während Rudolf Lehmann annimmt, dass in Straupitz bereits ein Herrensitz bestand, lehnt Götz von Houwald dies eher ab. Er denkt stattdessen eher an ein Jagdhaus, das in Straupitz gestanden haben. Letzteres ist eher unwahrscheinlich; schon allein aus strategischen Gründen dürfte in Straupitz bereits eine Burg bestanden haben. 1312 sicherte der brandenburgische Markgraf Waldemar dem Dietrich von Ihlow zu, dass er von Lübben unabhängig bleiben sollte, sofern Lübben nicht in der Hand des Landesherr wäre, das heißt, er bliebe direkter Lehnsmann des Markgrafen. Zu dieser Zeit war die Burg Lübben und deren Zubehör im Besitz des Klosters Dobrilugk. Diese Versicherung an Dietrich von Ihlow kann als Hinweis aufgefasst werden, dass Straupitz früher einmal zu Lübben gehörte bzw. zum Zubehör der Burg Lübben.
1340 wurden Conrad und Dietrich der Jüngere von Ihlow mit der kleinen Herrschaft belehnt, die inzwischen um Byhlen und das später wieder verloren gegangene Naundorf vermehrt worden war. 1420 bestätigte König Sigismund den Söhnen des verstorbenen Hartmut von Ihlow ihren vom Vater ererbten, teils auch schon von ihnen selbst erworbenen Besitz. Dazu gehörten nun neben Straupitz, Laasow, Butzen und Byhlen auch Mochow und Groß Liebitz sowie ein Viertel der Herrschaft Neu Zauche mit (Neu-)Zauche, Wußwerk, Alt Zauche, Caminchen und Waldow. 1425 war Conrad von Ylow Herr in Straupitz. 1434 ist Dietrich von Ihlow als Besitzer der Herrschaft Straupitz nachgewiesen.

### Die Burggrafen von Dohna als Besitzer von Straupitz
1447 verkaufte Dietrich von Ihlow Straupitz mit allem Zubehör, nämlich Straupitz mit Weinberg und Vorwerk, Laasow mit der Mühle, Butzen, Byhlen, Byhleguhre, Mochow und Groß Liebitz an die Brüder Caspar, Heinrich und Franz, Burggrafen von Dohna. Besonders wird Butzen und das halbe Byhlen (Bellin) erwähnt, die anscheinend erst kurz vor dem Verkauf wieder an Dietrich von Ihlow zurückgefallen war. Butzen und das halbe Byhlen hatte er einige Zeit vorher an den markbrandenburgischen Kanzler Heinze von Kracht auf Neu Zauche verpfändet. Mit den Burggrafen von Dohna rückte die Herrschaft Straupitz in die Herrenkurie ein, war nun vom bloßen Rittergut zur Herrschaft avanciert. 1470 gehörten zur Herrschaft die sieben Dörfer, Straupitz, Butzen, Byhleguhre, Byhlen, Groß Liebitz, Laasow und Mochow. Anscheinend starben Heinrich und Franz früh und ohne Erben, denn die Herrschaft fiel zunächst an Caspar II. allein, und von diesem an seine beiden Söhne Siegmund und Christoph I. Christoph I. war 1481 (alleiniger?) Herr auf Straupitz. Dann kamen nach dem Lehnbrief vom 2. Februar 1510 die Söhne Christophs Caspar III. und Hans III. in den Besitz der Herrschaft. Caspar war mit Eva Schenk von Landsberg verheiratet; er hatte drei Söhne Johann, Christoph II. und Wilhelm. Christoph war Landvogt in der Oberlausitz und erbte von Martin Burggrafen von Dohna die Herrschaft Königsbrück in der Oberlausitz. Wilhelm kaufte 1597 die Standesherrschaft Muskau in der Oberlausitz.

### Verkauf an JoachimI. von der Schulenburg
Caspar IV. und seine Söhne Christoph Wilhelm und Hans Burggrafen von Dohna verkauften am 11. Oktober 1578 die Herrschaft Straupitz für 45.000 Taler an Joachim I. von der Schulenburg. Caspar hatte dem Joachim I. von der Schulenburg bereits 1577 gegen ein Darlehen von 20.000 Talern ein Vorkaufsrecht auf die Herrschaft Straupitz gegeben. Caspar Burggraf von Dohna kaufte mit dem erlösten Geld die Herrschaft Königsbrück in der Oberlausitz (später Standesherrschaft Königsbrück genannt).
Im Lehenbrief des Joachim (I.) von der Schulenburg vom 8. November 1578 taucht zum ersten Mal die Bezeichnung Haus und Herrschaft Straupitz auf. Joachim galt damals als einer der reichsten Männer Deutschlands und hatte den Beinamen „der Reiche“. Er besaß zu diesem Zeitpunkt auch die Herrschaften Löcknitz in Brandenburg und Penkun in Pommern, die Herrschaften Neu Zauche, Lübbenau und Lieberose in der Niederlausitz, das Gut Subzin in Mecklenburg, sowie Anteile von Beetzendorf und Apenburg in der Altmark. Joachim I. starb am 19. September 1594 in Penkun und wurde in der Kirche in Lieberose begraben. Ihm folgte sein Sohn Richard (III.). Dieser starb 1600 auf der Jagd in Pieskow.
Den riesigen Besitz erbte der einzige Sohn Richards, Joachim (VII.) von der Schulenburg. Den Lehnbrief für die in der Niederlausitz gelegenen Güter erhielt er am 27. Februar 1601. Aufgrund der aufwendigen Hofhaltung häufte Joachim einen Schuldenberg an, dem er 1615 mit Verkäufen seines Anteils von Beetzendorf, Schloss und Rittergut Penkun und der Herrschaft Straupitz zu begegnen suchte.

### Verkauf der Herrschaft Straupitz an die von Wallwitz
Die Herrschaft Straupitz ging 1615 für 75.000 Taler an den Obersteuereinnehmer und Landgerichtsassessor Georg von Wallwitz. Georg von Wallwitz starb 1628 ohne Leibeserben und durch einen Erbvergleich zwischen seinem Bruder Nicol und Bastian und Hans, den Söhnen des ebenfalls bereits verstorbenen Bruders Bastian kam die Herrschaft Straupitz an Nicol von Wallwitz. In dem am 2. September 1629 ausgestellten Lehnsbrief für Nicol wird Straupitz erstmals als Marktflecken bezeichnet. Am 12. Mai 1651 verkaufte Nicol die Herrschaft Straupitz für 52.000 Taler an seinen Neffen Bastian. Doch auch Bastian konnte die Herrschaft nicht in der Wallwitzschen Familie halten.

### Verkauf an Christoph von Houwald
Am 14. Juli 1655 verkaufte Bastian von Wallwitz die Herrschaft Straupitz für 54.137 Taler an den General in schwedischen, polnischen, kurfürstlich-brandenburgischen und sächsischen Diensten Christoph von Houwald, der 1632 in Schweden geadelt worden war. Er besaß zu diesem Zeitpunkt bereits Maldeuten (polnisch Małdyty), Drenken (Drynki) und Posorten (Pozorty) in Ostpreußen. Am 30. Juli 1655 erhielt er den Lehnbrief über die Herrschaft Straupitz und leistete auf dem vom 5. bis 19. August 1657 dauernden niederlausitzischen Landtag persönlich den Huldigungseid an Herzog Christian I. von Sachsen-Merseburg. Christoph von Houwald versuchte, die durch den Dreißigjährigen Krieg stark geschädigte Herrschaft wieder aufzubauen. Er besetzte verwaiste Bauernstellen neu. In Straupitz ließ er eine neue Kirche erbauen. Im durch den Dreißigjährigen Krieg sehr stark geschädigten Mochow entstand aus zahlreichen wüsten Bauernstellen ein neues Vorwerk. Auf dem Damm zwischen Mochow und Lamsfeld konnte der schwedische Feldmarschall Johan Banér 1637 auf seinem Rückzug von Torgau über die Oder nach Pommern ein Scharmützel gegen die Kaiserlichen für sich entscheiden. Am 29. November 1661 starb Christoph von Houwald und bestimmte in seinem Testament die Herrschaft Straupitz zu einem Majorat, d. h., der älteste Sohn erbte die Herrschaft unzerteilt.
Demzufolge erbte sein ältester Sohn, der Oberregierungspräsident des Markgraftum Niederlausitz Willibald von Houwald die Herrschaft Straupitz, sein jüngerer Sohn Adolf bekam die ostpreußischen Güter. Willibald von Houwald erhielt am 27. Juli 1662 den Lehnbrief und stand der Herrschaft bis zu seinem Tode am 11. Januar 1717 vor. Landtagsordnung von 1669 wurde der Status der Herrschaft als einer der 14 Standesherrschaften in der Niederlausitz festgeschrieben. In seiner Zeit veränderte sich viel in der Herrschaft. Das alte Schloss wurde neu gestaltet, die Einfahrt erhielt ein gewölbtes Tor und ein Wächterhaus. Die Wallanlagen, die Gräben und die Zugbrücke wurden erneuert. Die Vorwerke Kokainz und Horst wurden völlig neu aufgebaut. In Byhlen wurde das Vorwerkgebäude neu errichtet, das Winzerhaus erneuert und die Weinpresse neu eingedeckt. Auf allen anderen Vorwerken wurden die Wirtschaftsgebäude erneuert. In Straupitz wurde eine Pottaschesiederei eingerichtet. Die von seinem Vater errichtete Straupitzer Kirche ließ er innen aufwändig sanieren und einen steinernen Turm anbauen, der zwei neue Glocken erhielt. 1671 änderte er auch die Kirchenordnung. Der Pfarrer musste dabei zweimal auf die Kanzel steigen und die Predigt einmal auf Deutsch und einmal auf Wendisch halten. In Mochow ließ er ein neues Kirchengebäude errichten. Aber auch einige Unwetter und Unglücksfälle sind während seiner langen Besitzzeit verzeichnet. In den Jahren 1665, 1681, 1685 und 1717 (kurz nach seinem Tod) trafen schwere Unwetter die Herrschaft. 1674 brannte das Vorwerk in Byhlen ab. Willibald von Houwald war mit Margarethe Elisabeth von Breitenbach verheiratet, mit der er fünf Kinder hatte, von denen aber zwei als Kleinkinder starben. Die beiden Söhne starben ebenfalls noch in jungen Jahren, Johann Adolf als Fähnrich und Christoph Haubold kurz nach seiner Heirat mit Anna Juliane von Luckowin an Masern. Für ihn hatte Willibald 1693 das Gut Plattkow (heute ein Ortsteil der Gemeinde Märkische Heide) zu kaufen versucht, doch gab es lehensrechtliche Probleme, die den Erwerb von Plattkow letztendlich scheitern ließen. Lediglich die Tochter Johanna Sofie überlebte den Vater. Sie war in erster Ehe mit dem Obersteuereinnehmer der Niederlausitz Otto Georg von Wiedebach verheiratet; in zweiter Ehe heiratete sie den Geheimen Rat und Konferenzminister Gottlob Friedrich Graf von Gersdorff auf Baruth in der Oberlausitz. Am 11. Januar 1711 verstarb Willibald von Houwald in Straupitz.

### 18. Jahrhundert
Erbe von Straupitz wurde sein Neffe, Christoph Willibald Heinrich von Houwald auf Maldeuten in Ostpreußen. Dieser war allerdings zu diesem Zeitpunkt erst 11 Jahre alt und stand unter der Vormundschaft seiner zum zweiten Mal verwitweten Mutter Dorothea Charlotte Gräfin Truchseß zu Waldburg geb. von Tettau. Mutter und Sohn siedelten im März 1717 nach Straupitz über. Noch im selben Jahr klagte Martin Schramm, Windmüller zu Straupitz, gegen Gräfin Dorothee Charlotte wegen der Räumung der Fließe im Spreewald. Wenige Jahre später traf die Herrschaft Straupitz ein schwerer Schlag. Im Juli 1719 brannten in Byhleguhre zwei Bauernhöfe, 23 Kossätenwirtschaften und 11 Büdner völlig ab. Vier Bauerngüter und weitere 7 Kossätenhöfe wurden durch den Brand geschädigt. Christoph Willibald Heinrich von Houwald war mit Johanna Helene von Dieskau verheiratet, mit der er vier Töchter und zwei Söhne hatte. Er beschäftigte sich vor allem mit der Forstverwaltung seiner Güter, während er die Vorwerke Mochow, Butzen und Groß Liebitz verpachtete. Das Vorwerk in Mochow wurde 1734 an H. von Kannewurf, das Vorwerk in Butzen an von Leipziger und das Vorwerk Groß Liebitz an Gottlob Ehrenfried von Thermo verpachtet. Später scheint dieser von Thermo alle drei Vorwerke gepachtet zu haben. Christoph Willibald Heinrich von Houwald starb am 3. Juni 1741 im Alter von nur 35 Jahren unter Hinterlassung seiner Witwe mit fünf unmündigen Kindern (eine Tochter war früh verstorben). Da der Witwe die Verwaltung der Güter in Ostpreußen und der Herrschaft Straupitz offenbar zu viel wurde, verkaufte sie 1749 die ostpreußischen Güter. Sie ließ in der Nähe des Schlosses das sogenannte Neue Haus errichten, das ihr und später auch den Frauen der Straupitzer Herren als Witwensitz diente. 1755 hatte die Herrschaft Straupitz 1656 Einwohner. Die beiden Söhne des Christoph Willibald Heinrich, Gottlob Karl Willibald und Christian Heinrich Adolf wurden zunächst gemeinsam mit der Herrschaft Straupitz belehnt. Am 1. November 1771 kam es zu einem Erbvergleich zwischen den beiden Brüdern. Gottlob Karl Willibald übernahm unter Aussetzung eines Lehnstamms von 4.000 Talern für seinen Bruder und dessen Nachkommen für 120.000 Taler das Majorat. Die Herrschaft umfasste damals sieben Dörfer. Völlig unklar bleibt eine weitere Transaktion. Am 21. Mai 1772 kaufte die Ehefrau des Gottlob Karl Willibald, Auguste Magdalene von Knoch die Herrschaft Straupitz für dieselben 120.000 Taler und wurde auch damit belehnt. Am 20. März 1773 übertrug sie die Herrschaft wieder auf ihren Mann. Im Jahr 1788 hatte Straupitz eine Schatzung (nach der die Steuer berechnet wurde) von 10.000 Gulden und musste zwei Ritterpferde stellen. 1772 lebten in der Herrschaft 1687 Menschen, 1798 schon 2106.
Gottlob Karl Willibald ließ 1795 das alte Schloss abreißen und ein neues, das heute noch stehende Gebäude im klassizistischen Stil errichten. Die Jahreszahl 1798 im Giebel des Gebäudes gibt wohl das Jahr der Fertigstellung an. Bis zu seinem Tod 1799 gründete er Neu-Byhleguhre, Mühlendorf und die sogenannten Kaupernahrungen im Spreewald, d. h. Einzelhöfe im Byhleguhrer Spreewald. Er ließ auch das noch heute existierende Jagdhaus in Byhleguhre errichten. Zur Herrschaft hinzu kaufte er den Unter- und Oberkrug in Straupitz, den Krug in Byhlen und den Neu Zaucher Weinberg. Weitere Erwerbungen, die jedoch nicht an die Herrschaft Straupitz angeschlossen wurden, waren das sogenannte Radesche Vorwerk und das sogenannte Trierenbergsche Vorwerk in Steinkirchen bei Lübben, die er 1798 vom Landesältesten Ernst Abraham von Stutterheim kaufte. Am 12. Dezember 1799 verstarb Gottlob Karl Willibald von Houwald in Straupitz. Zwei Töchter und drei Söhne überlebten ihn, fünf weitere Kinder waren bereits vor ihm gestorben. Gottlob Karl Willibald von Houwald war nicht nur Freier Standesherr auf Straupitz, sondern auch Herr auf Kraupe (= Craupe), Radensdorf und Neuhaus.

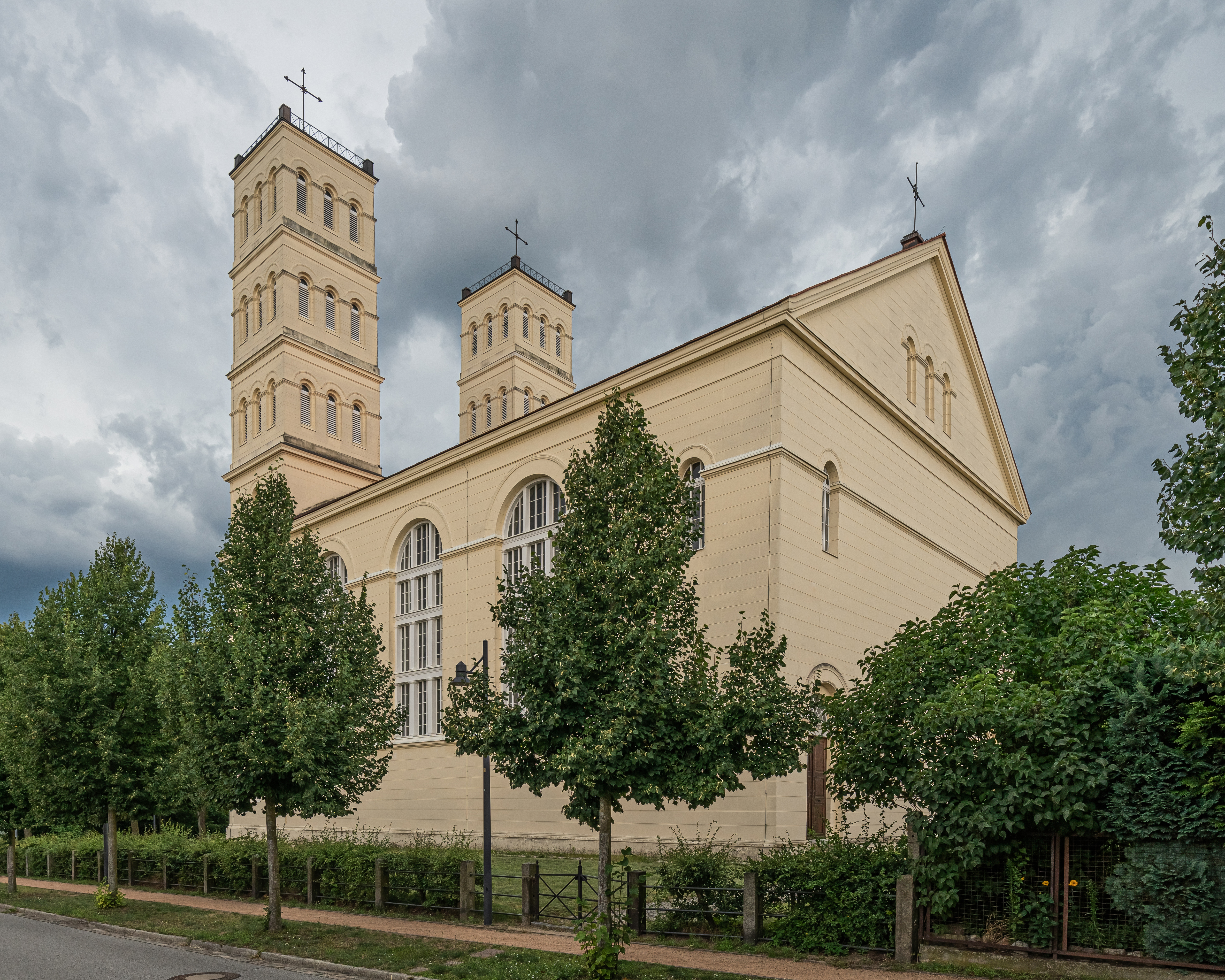
Die Kirche in Straupitz von 1838

### 19. Jahrhundert
Erbe der Herrschaft Straupitz wurde der älteste Sohn Karl Heinrich Ferdinand, der zunächst sächsischer, später preußischer Landrichter der Niederlausitz und Ritter des roten Adlerordens war. Die jüngeren Brüder Gottlob und Ernst waren nacheinander Landsyndici der Niederlausitz. Gottlob war später Amtshauptmann und stellvertretender Hauptmann des Kurkreises, Ernst wurde auch als Dichter, Dramatiker und Autor von Kinderbüchern bekannt. 1815 musste Sachsen die Niederlausitz an Preußen abtreten. Karl Heinrich Ferdinand war in erster Ehe mit Amalie von Zeschau verheiratet, mit der er eine Tochter hatte. Er heiratete in zweiter Ehe Jeanette Freiin von Thermo; aus der Ehe gingen 14 Kinder hervor, darunter sechs Söhne, die erwachsen wurden. 1828 wurde die alte Straupitzer Kirche abgetragen und der Baugrund für die neue Kirche planiert. Nach den Plänen von Karl Friedrich Schinkel entstand die neue Straupitzer Kirche, die 1832 fertig gestellt war. Die Einweihung „seiner“ Kirche mit einem Festgottesdienst am 5. August 1832 erlebte er nicht mehr. Er war bereits am 2. Juni 1832 verstorben.
Ihm folgte sein ältester Sohn Heinrich Willibald nach, der am 15. Oktober 1840 in den preußischen Grafenstand erhoben wurde. Der Titel war allerdings an die Freie Standesherrschaft Straupitz und einen Familienfideikommiss geknüpft. Der Besitzer der Herrschaft hatte Sitz und Stimme im preußischen Landtag und später im preußischen Herrenhaus. Die Standesherrschaft Straupitz umfasste zu diesem Zeitpunkt 6.252 ha, davon waren allein 3.746 ha Wald. Von den acht um diese Zeit noch in Adelsbesitz verbliebenen Standesherrschaften in der Niederlausitz stand Straupitz der Größe nach an dritter Stelle. Heinrich Willibald von Houwald war mit seiner Cousine Florentine von Houwald aus dem Hause Sellendorf-Neuhaus verheiratet. Mit ihr hatte er drei Söhne und eine Tochter. Der älteste Sohn Heinrich, verheiratet mit Katharina von Sanden starb bereits mit 30 Jahren. Für ihn hatte der Vater das Gut Sglietz (heute Glietz, Ortsteil der Gemeinde Märkische Heide) gekauft. Als Erbe der Herrschaft folgte ihm sein nächstjüngerer Bruder Ernst nach, der für sich das Gut Leibchel erworben hatte. Ernst von Houwald war maßgeblich daran beteiligt, dass die Lübben-Kottbuser-Kreisbahn(en) verwirklicht wurde. Der Bahnhof in Straupitz wurde 1897 eröffnet. Ernst war mit Elisabeth Freiin von Eckardstein verheiratet. Aus der Ehe gingen der Sohn Christoph Heinrich und die Tochter Irmgard hervor. Ernst starb am 24. August 1903 in Coswig.

### 20. Jahrhundert
Erbe war der Sohn Christoph Heinrich, der jedoch unverheiratet blieb. Nach dem Ersten Weltkrieg mussten größere Ländereien verkauft werden. Auf dem Byhlener Weinberg entstand eine neue Siedlung. Vor der großen Wirtschaftskrise 1929/1930 umfasste die Standesherrschaft Straupitz 6516 ha Land. Zusätzlich gehörten noch das verpachtete Fischereigut Byhlen mit 233 ha sowie das Rittergut Butzen mit 248 ha dazu. 1934 adoptierte Christoph Heinrich seinen Neffen Otto Heinrich und dessen Sohn Hubertus Freiherren von Houwald. 1938 wurde der Familienfideikommiss per Gesetz aufgelöst. Am 14. April 1942 starb Christoph Heinrich von Houwald. Straupitz war unter anderem neben den anderen ganz umfangreichen Standesherrschaften der Fürsten zu Solms-Baruth, der Grafen Arnim-Boitzenburg und Schulenburg-LIeberose und Brühl-Pförten einer der größten Begüterung in der Provinz Brandenburg.
Otto Heinrich Freiherr von Houwald war Oberst der Luftwaffe; er nahm 1942 seinen Abschied und zog sich nach Straupitz zurück. 1945 wurde die Familie von Houwald vertrieben und enteignet. Formeller Nachfolger wurde sein Sohn Hubertus Graf von Houwald, der 1966 starb. Im Schloss Straupitz wurde ab 1947 die Schule untergebracht und beherbergt auch heute nach einer Restaurierung des Gebäudes 1997 bis 2002 eine Gesamtschule.

## Zugehörige Orte
Zur Herrschaft Straupitz gehörten um 1820:
- (Straupitzer) Buschmühle (Wassermühle), Wohnplatz von Straupitz.
- Butzen (Dorf und Vorwerk), heute ein Ortsteil der Gemeinde Spreewaldheide
- Butzener Schäferei, in Butzen aufgegangen.
- Byhlen (Dorf und Vorwerk), heute Ortsteil der Gemeinde Byhleguhre-Byhlen
- Biehlener (Byhlener) Theerofen, Theerofen und Forsthaus, existiert nicht mehr, lag am südwestlichen Ende des Teerofensees
- Byhleguhre (Dorf mit Försterei), heute Ortsteil der Gemeinde Byhleguhre-Byhlen. Die Försterwohnung lag im Bereich Byhleguhrer Dorfstraße 100.
- Groß Liebitz (Dorf und Vorwerk), Gemeindeteil von Lamsfeld-Groß Liebitz, einem Ortsteil der Gemeinde Schwielochsee
- Horst (Vorwerk), Gemeindeteil von Straupitz, 1799 von Gottlieb Karl Willibald von Houwald
- Kaupernahrungen im Spreewald, Besiedelung ab Ende des 18. Jahrhunderts als Gemeindeteil von Byhleguhre
- Kokainz (Vorwerk), Wohnplatz im Ortsteil Byhleguhre der Gemeinde Byhleguhre-Byhlen
- Laasow (Dorf), Ortsteil der Gemeinde Spreewaldheide
- Laasower Mühlen, eine Wasser- und eine Windmühle. Die Wassermühle ist der Gebäudekomplex Laasower Landstr. 48. Die Windmühle existiert nicht mehr; sie lag etwas südlich vom Gebäude Laasower Dorfstraße 55.
- Laasower Ziegelei, existiert nicht mehr. Sie lag an der Laasower Dorfstraße Richtung Straupitz. Eine zweite Ziegelei entstand später im Bereich des heutigen Wohnplatzes Burghof
- Mochow (Dorf und Vorwerk), Ortsteil der Gemeinde Schwielochsee
- Mochower Mühlen, eine Wasser- und eine Windmühle. Die Wassermühle ist der Gebäudekomplex Mochower Dorfstraße 4. Die Windmühle existiert nicht mehr, sie lag ca. 200 südsüdöstlich der Wassermühle.
- Mühlendorf. Ansiedlung um die einstige Straupitzer Schneidemühle wurde vor 1799 von Gottlieb Karl Willibald von Houwald angelegt.
- Neu-Byhleguhre. Die Kolonie wurde vor 1799 von Gottlieb Karl Willibald von Houwald gegründet.
- Neuzaucher Weinberg, Vorwerk, heute Gemeindeteil Weinberg der Gemeinde Neu Zauche
- Puschko, im Ob. Spreewalde, Forsthaus, existiert nicht mehr, lag am westlichen Rand der Straupitzer Gemarkung am Puschko-Fließ
- Rothehaus, im Ob. Spreewalde, Forsthaus, nicht lokalisiert
- Straupitz (Schloss und Vorwerk)